# Paralelizm kulturowy
Paralelizm kulturowy – proces równoległego formowania się podobnych elementów kultury (analogii kulturowych) przebiegający niezależnie na wzajemnie odizolowanych obszarach.
Ze względu na genezę rozróżnia się dwa typy paralelizmu kulturowego:
1. Paralelizm filogenetyczny będący następstwem odległego, ale wspólnego dziedzictwa kulturowego.
2. Paralelizm właściwy (niezależny) wynikający z oddziaływania na kulturę tych samych determinant.

Pod względem charakteru analogicznych zjawisk wyróżnia się:
1. Prosty paralelizm kulturowy uzewnętrzniający się w podobieństwie poszczególnych wytworów lub ich kompleksów.
2. Rozwojowy paralelizm kulturowy związany z ewolucją, a więc obejmujący nie tylko podobieństwa poszczególnych elementów, ale także zbieżności ich przemian, które przechodzą podobne etapy.

U podstaw paralelizmu kulturowego leży założenie o psychicznej jedności ludzkości, której rezultatem jest powstawanie podobnych albo wręcz tożsamych idei.